# Ship-to-Shore Connector
Le  Ship-to-Shore Connector (SSC) est une classe d'embarcation de débarquement sur coussin d'air américaine. Son mode de propulsion permet une réduction du temps de transition entre les navires et la plage, ainsi que son déploiement sur plus de 70 % des côtes du globe, et cela comparé aux 17 % des navires de débarquement conventionnels.

## Historique

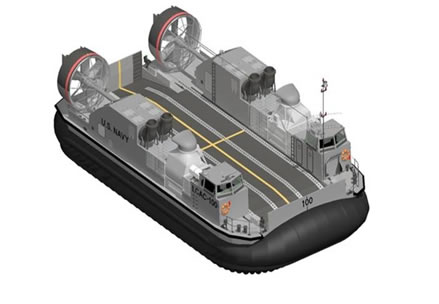
Dessin d'un Ship-to-Shore Connector.

Aux États-Unis, après des études lancées en 2005, un appel d'offres a été lancé en août 2010 pour le remplacement des LCAC construit pour la United States Navy entre la fin des années 1980 et 2001. Le programme, dénommé Sea Base-to-Shore Connector (SSC), prévoit alors la commande de 80 nouveaux aéroglisseurs pour un montant de 4 milliards de dollars. En 2015, le programme est estimé à 4,054 milliards de dollars pour 73 aéroglisseurs.
Textron Systems a été désigné en 2012 (avec L-3 Communications) pour développer un prototype du Ship-to-Shore Connector (SSC) dans le cadre d'une enveloppe de 212,7 millions de dollars, avec une option pour une présérie de 8 exemplaires, ce qui portera le montant initial à 570 millions de dollars. Alcoa Defense rejoint le groupe en septembre 2010
En plus du prototype destiné aux essais, 72 de série au total pourraient être commandés. 2 exemplaires auraient dû  être livrés durant l'année fiscale 2015 et 38 sont prévus, à cette date, entre 2016 et 2020.
Finalement, le premier exemplaire destiné aux essais immatriculé 100 commence à être construit le 15 novembre 2014; il commence ses essais sur l’eau en 2015 puis est livré à la marine des États-Unis le 6 février 2020. Treize SSC supplémentaires sont en cours de production en date du 9 mars 2020. Un contrat annoncé le 16 avril 2020 d'un montant de 386 millions de $ prévoit la livraison des SSC 109 a 123, soit 15 unités, d'ici janvier 2025.

## Caractéristiques
Le SSC dispose d'un équipage de 4 personnes, pilote, copilote, arrimeur, ingénieur de pont. Son pont de 20,4 m de long sur 6,3 m de large d'une superficie de 149,4 m2 est capable de transporter 74 t de matériel soit un char de combat M1 Abrams ou 180 passagers, 145 fantassins de l’United States Marine Corps équipés ou 54 blessés. Ils sont motorisés par quatre turbines à gaz MT7 développées par Rolls-Royce à partir d’un moteur d’aéronef Rolls-Royce T406, qui équipe les convertibles MV-22 Osprey. Les navires ont une durée de vie prévue de 30 ans.
Leur fabrication est effectué par Textron, Inc à la Nouvelle-Orléans en Louisiane (80%) ; L3 Harris Technologies a Camden (New Jersey) (8%) ; Cincinnati, Ohio (8%) ; GE Dowty à Gloucester, Royaume-Uni (4%), Rolls-Royce Naval Marine a Indianapolis, Innovative Power Solutions a Eatontown au New Jersey, Meritor, Inc a Troy (Michigan), et Umoe Mandal (en) a Mandal (Norvège). Les autres sous-traitants incluent Marvin Land Systems a Inglewood (Californie), Donaldson Company, Inc. de Minneapolis, Exlar Corporation de Chanhassen (Minnesota), Advanced Composite Products & Technology a Huntington Beach (Californie), Supreme Integrated Technology a Harahan (Louisiane), et Technology Dynamics, Inc. a Bergenfield, New Jersey.